# Simply Streisand
Simply Streisand — девятый студийный альбом Барбры Стрейзанд, выпущенный на лейбле Columbia Records в октябре 1967 года, одновременно с релизом альбома A Christmas Album. После релиза трёх альбомов-саундтреков к своим телешоу, а также франкоязычного альбома, Simply Streisand стал первым «регулярным» альбомом Стрейзанд с осени 1964 года, когда вышел People. Начиная с Simply Streisand, альбомы Стрейзанд стали выходить не более, чем раз в год (ранее новые альбомы Стрейзанд выпускала раз в 6 месяцев). Альбом записывался в период, когда основную часть своего времени Стрейзанд проводила в Голливуде, снимаясь в полнометражном кино . Одновременно с этим, мировая музыкальная сцена постепенно смещается в сторону рок-музыки. Эти причины привели к неудачному выбору материала и релизу альбома в неблагоприятный для Стрейзанд музыкальный климат. В результате, Simply Streisand стал первым альбомом Стрейзанд, не попавшим в топ-10 чарта США Billboard Top LPs, пластинка расположилась на 12-м месте. Несмотря на то, что Columbia Records сообщали о продажах альбома около 250 тысяч копий в первые две недели, альбом был сертифицирован RIAA как золотой лишь спустя 35 лет после своего выпуска, 24 апреля 2002 года.

## Об альбоме
Simply Streisand стал первым альбомом, выпущенным после того, как Стрейзанд и её менеджер Марти Эрличмен обновили контракт с Columbia Records Клайва Дэвиса — административным вице-президентом и генеральным директором лейбла с 1965 года после назначения президентом Columbia Records Годдаром Либерсоном.
Клайв Дэвис писал в своей биографии The Soundtrack of My Life: «в то время у таких стабильных лейблов, как Columbia Records, был тщательно подобранный и обозначенный список параметров относительно всех видов заключаемых с исполнителями контрактов […] В том числе, стандартным процентом от проданных товаров, услуг и остальных доходов был 5 %. После достигнутого успеха, [Энди] Уильямс и Стрейзанд настаивали на заключении контракта на сумму более миллиона долларов». Результатом стало заключение со Стрейзанд контракта о выпуске пятнадцати альбомов за пять лет на сумму чуть менее миллиона долларов.
Несмотря на контракт, Стрейзанд полностью контролировала основной творческий процесс, выбирая песни, которые ей нравились, и работая с аранжировщиками, с которыми хотела.
Сама Стрейзанд рассказывала об альбоме: «Это даже немного смешно: я стала популярной с весьма странными песнями. Я имею в виду, люди никогда не слышали эти песни, хотя они звучали в фантастических и прекрасных мюзиклах. Это были просто неизвестные, непопулярные песни. Но в 1967 году я записала альбом под названием Simply Streisand с простыми, всем известными музыкальными номерами. И именно этот альбом стал одной из моих наименее популярных работ».

## Запись альбома
Запись пластинки прошла в течение всего лишь трёх студийных сессий:
14 марта, 1967 — студия Studio C (207 East 30th Street, Нью-Йорк)
- «The Boy Next Door»
- «Make The Man Love Me»
- «When Sunny Gets Blue»
- «I’ll Know»

15 марта, 1967 — студия Studio C (207 East 30th Street, Нью-Йорк)
- «My Funny Valentine»
- «All The Things You Are»
- «Spring Can Really Hang You Up The Most» †

20 марта, 1967 — студия Studio C (207 East 30th Street, Нью-Йорк)
- «The Nearness of You»
- «Willow Weep For Me» †
- «More Than You Know»
- «Lover Man (Oh, Where Can You Be?)»
- «Stout-Hearted Men»

† — данные песни не выпущены
Несмотря на то, что Стрейзанд часто исполняла «Spring Can Really Hang You Up the Most» во время своих концертов, она впервые записала эту песню именно для Simply Streisand. Эту песню Франа Ландесмана и Томми Вульфа она, однако, записала повторно через 42 года, для своего альбома Love Is the Answer, так как считала, что версия 1967 года была «паршивой».
Кавер-версия «Willow Weep for Me», песни Энн Роннелл 1932 года, была наконец издана в 2012 году в альбоме Release Me. Стрейзанд рассказывала: «…была одна песня… Я специально наняла Рэя Эллиса, чьи аранжировки сводили меня с ума. Я постоянно слушала альбом Lady in Satin Билли Холидей, и подумала — вау, если он достаточно хорош для Билли Холидей, то тем более он хорош для меня. Но так получилось, что у нас было слишком много песен для предполагаемого трек-листа, и, к тому же, мне не нравилась одна нота в записи, поэтому „Willow Weep For Me“ не вошла в альбом».
Первые американские издания альбома включали редкий 10-страничный иллюстрированный буклет под названием Songs by Barbra / A Complete Listing с указанием всех альбомов и песен, записанных Стрейзанд на тот момент. В том числе, в этом списке значились «Spring Can Really Hang You Up the Most» и «Willow Weep for Me», записанные для Simply Streisand, но в последний момент исключённые из трек-листа.

## Обложка альбома
Джеймс Мур снял фотосессию Стрейзанд специально для использования телесетью CBS (скорее всего, для раскрутки шоу «My Name Is Barbra» 1965 года). Одна из фотографий, снятых тогда, была использована для оформления альбома Simply Streisand.

## Чарты
Simply Streisand дебютировал в чарте США Billboard Top LPs 11 ноября 1967 года на 164-м месте. Спустя 9 недель пластинка добралась до своей пик-позиции на 12-м месте, где она держалась в течение 3 недель. Simply Streisand стал первым альбомом Стрейзанд, не попавшим в топ-10 Billboard 200. В общей сложности, в чарте альбом провёл 23 недели. Спустя 35 лет, альбом был сертифицирован RIAA как золотой.
Из альбома выпущено два сингла. В качестве первого, в июне 1967, были выпущены песни «Stout-Hearted Men» / «Look». Версия «Stout-Hearted Men» с сингла отличалась вокалом от альбомной версии — она была записана в ноябре 1965 года, и Стрейзанд в этой версии не импровизировала на манер Мэй Уэст. «Look» — песня, записанная в марте 1966 года для её франкоязычного альбома Je m’appelle Barbra. Песня никогда не издавалась в альбомах Стрейзанд, и единственный её источник — этот 7-дюймовый сингл. Несмотря на существенный успех «Stout-Hearted Men» на радио — сингл достиг 2 места в чарте Hot Adult Contemporary Tracks, став её третьим топ-3 хитом здесь — сингл провалился в Billboard Hot 100, дебютировав 27 августа 1967 года с 92 позиции и оставаясь на этом же месте ещё одну неделю, окончательно покинув чарт на следующей.
Вторым синглом стали песни «Lover Man (Oh, Where Can You Be?)» / «My Funny Valentine» в октябре 1967 года. Обе песни были записаны в марте 1967 года специально для альбома Simply Streisand. Сингл не имел успеха в Америке, так и не попав в Billboard Hot 100.

## Список композиций
| №  | Название                                                             | Автор(ы)                                 | Длительность |
| -- | -------------------------------------------------------------------- | ---------------------------------------- | ------------ |
| 1. | «My Funny Valentine» (из мюзикла «Дети в доспехах» (1937)            | Лоренц Харт, Ричард Роджерс              | 2:20         |
| 2. | «The Nearness of You»                                                | Хоги Кармайкл, Нед Вашингтон             | 3:28         |
| 3. | «When Sunny Gets Blue»                                               | Марвин Фишер, Джек Сигал                 | 2:55         |
| 4. | «Make the Man Love Me» (из мюзикла «Дерево растёт в Бруклине» (1951) | Дороти Филдс, Артур Шварц                | 2:25         |
| 5. | «Lover Man (Oh, Where Can You Be?)»                                  | Джимми Дэвис, Рам Рамирес, Джеймс Шерман | 2:50         |

| №  | Название                                                          | Автор(ы)                                 | Длительность |
| -- | ----------------------------------------------------------------- | ---------------------------------------- | ------------ |
| 1. | «More Than You Know»                                              | Эдвард Элиску, Билли Роуз, Винсент Юманс | 3:28         |
| 2. | «I’ll Know» (из мюзикла «Парни и куколки» (1950)                  | Фрэнк Лессер                             | 2:46         |
| 3. | «All the Things You Are» (из мюзикла «Очень тепло для мая» (1939) | Оскар Хаммерстайн II, Джером Керн        | 3:34         |
| 4. | «The Boy Next Door» (из мюзикла «Встретимся в Сент-Луисе» (1944)  | Ральф Блейн, Хью Мартин                  | 2:50         |
| 5. | «Stout-Hearted Men» (из мюзикла «Новолуние» (1928)                | Оскар Хаммерстайн II, Зигмунд Ромберг    | 2:42         |

## Над альбомом работали
- Барбра Стрейзанд — вокал
- Рэй Эллис[англ.] — аранжировки
- Дэвид Шир[англ.] — дирижёр
- Фрэнк Лайко — звукорежиссёр
- Рэй Герхард — звукорежиссёр
- Джеймс Мур — фото
- Ричард Роджерс — вступительные слова в буклете